# Bad Waldsee
Bad Waldsee – miasto uzdrowiskowe w Niemczech, w kraju związkowym Badenia-Wirtembergia, w rejencji Tybinga, w regionie Bodensee-Oberschwaben, w powiecie Ravensburg, siedziba wspólnoty administracyjnej Bad Waldsee.

## Współpraca
Miejscowości partnerskie:
- Bad Elster, Saksonia
- Bâgé-le-Châtel, Francja